# Єдиний державний кваліфікаційний іспит
Єди́ний держа́вний кваліфікаці́йний і́спит (ЄДКІ) — стандартизована форма здійснення контролю досягнення здобувачем освіти результатів навчання, визначених стандартом фахової передвищої або вищої освіти, та оцінювання таких результатів навчання. Станом на 2024 рік в Україні триває запровадження ЄДКІ на окремих спеціальностях бакалаврату та магістратури.

## Бакалаврський рівень
Єдиний державний кваліфікаційний іспит складають випускники першого ступеня вищої освіти — бакалаврського рівень таких спеціальностей:
- 125 «Кібербезпека»;
- 143 «Атомна енергетика»;
- 223 «Медсестринство»;
- 224 «Технології медичної діагностики та лікування»;
- 227 «Фізична терапія, ерготерапія»;
- 224 «Технології медичної діагностики та лікування»;
- 251 «Державна безпека»;
- 252 «Безпека державного кордону»;
- 253 «Військове управління (за видами збройних сил)»;
- 254 «Забезпечення військ»;
- 255 «Озброєння та військова техніка»;
- 261 «Пожежна безпека»;
- 262 «Правоохоронна діяльність»;
- 263 «Цивільна безпека»;
- 271 «Морський та внутрішній водний транспорт»;
- 272 «Авіаційний транспорт»;
- 273 «Залізничний транспорт»;
- 274 «Автомобільний транспорт»;
- 275 «Транспортні технології».

## Магістерський рівень
Єдиний державний кваліфікаційний іспит складають випускники другого ступеня вищої освіти — магістерського рівень таких спеціальностей:
- 081 «Право»;
- 211 «Ветеринарна медицина»;
- 212 «Ветеринарна гігієна, санітарія і експертиза»;
- 221 «Стоматологія»;
- 222 «Медицина»;
- 224 «Технології медичної діагностики та лікування»;
- 225 «Медична психологія»;
- 226 «Фармація, промислова фармація»;
- 227 «Фізична терапія, ерготерапія»;
- 228 «Педіатрія»;
- 229 «Громадське здоров'я»;
- 281 «Публічне управління та адміністрування»;
- 293 «Міжнародне право»;
- 253 «Військове управління (за видами збройних сил)»;
- 254 «Забезпечення військ»;
- 255 «Озброєння та військова техніка»;
- 261 «Пожежна безпека»;
- 262 «Правоохоронна діяльність»;
- 263 «Цивільна безпека»;
- 271 «Морський та внутрішній водний транспорт»;
- 272 «Авіаційний транспорт»;
- 273 «Залізничний транспорт»;
- 274 «Автомобільний транспорт»;
- 275 «Транспортні технології».

### «Право» та «Міжнародне право»
Програма ЄДКІ за спеціальностями «Право» та «Міжнародне право» складається з 12 розділів:
- Конституційне право України;
- Адміністративне право України;
- Адміністративне судочинство в Україні;
- Міжнародне публічне право, міжнародний захист прав людини;
- Цивільне право України;
- Цивільне процесуальне право України;
- Трудове право України;
- Міжнародне приватне право;
- Кримінальне право України;
- Кримінальне процесуальне право України;
- , включаючи міжнародне співробітництво у сфері запобігання злочинності;
- Загальні етичні вимоги правничої професії. Загальна кількість тестових завдань — 120, на виконання яких учасникам буде відведено 180 хвилин. Екзаменаційна робота складається з фабул (описів фактичних обставин ситуації). До кожної фабули наводяться не більше 12 тестових завдань (запитань) за чотирма типами. Під час кваліфікаційного іспиту буде використано чотири типи тестових завдань:[3]

- завдання, що мають по чотири варіанти відповіді, серед яких лише один правильний;
- завдання, що мають по сім варіантів відповідей, серед яких лише три правильні;
- завдання, що потребують визначення послідовності / пріоритетності;
- завдання, що потребують визначення відповідності.

28 вересня 2023 року випускники правничих магістратур вперше складали пілотний ЄДКІ. 12 грудня 2023 року Фахова комісія єдиного державного кваліфікаційного іспиту за спеціальностями «Право» та «Міжнародне право» визначила пороговий бал для студентів-магістрів, що склав 37 правильних відповідей зі 109 тестових завдань.
У 2024 році ЄДКІ з права та міжнародного права студенти складатимуть 21 листопада, а перескладатимуть 5 грудня.

## Крок
Єдиний державний кваліфікаційний іспит для здобувачів вищої освіти за спеціальностями галузі знань 22 «Охорона здоров'я» проходить у два етапи: перший етап —  на третьому курсі, другий — залежно від спеціальності — на п'ятому (221 «Стоматологія», 226 «Фармація, промислова фармація») або шостому курсах (222 «Медицина», 225 «Медична психологія», 228 «Педіатрія»). У разі нескладання будь-якого з компонентів кваліфікаційного іспиту здобувач має право повторно скласти іспит не більше за один раз.

### Крок-1
Крок-1 здають студенти спеціальностей 221 «Стоматологія», 222 «Медицина», 225 «Медична психологія», 226 «Фармація, промислова фармація» та 228 «Педіатрія». Тривалість складання іспиту становить 2 години 30 хвилин для здобувачів-громадян України та 3 години — для здобувачів-громадян іноземних держав. Кількість тестових питань — 150. Критерій складання — 64,0 % правильних відповідей. У разі неуспішного складання мають можливість скласти іспит повторно впродовж року.

#### Іспит з англійської мови професійного спрямування
Другою складовою цього ЄДКІ є перевірка здатності студента опановувати літературу англійською мовою. Іспит проходить у форматі тесту в один день разом з Крок-1. Проте цей іспит є окремим компонентом, за який студент отримує окремий результат. Іспит з іноземної мови професійного спрямування складатимуть спеціальності: 221 «Стоматологія», 222 «Медицина», 225 «Медична психологія», 226 «Фармація, промислова фармація» та 228 «Педіатрія».

### КРОК-2
Крок-2 є Єдиним державним кваліфікаційним іспитом з професійно-орієнтованих дисциплін для студентів спеціальностей 221 «Стоматологія» та 226 «Фармація, промислова фармація» на 5 курсі і спеціальностей 222 «Медицина», 225 «Медична психологія» та 228 «Педіатрія» на 6 курсі.
Тривалість складання іспиту становить 2 години 30 хвилин для здобувачів-громадян України та 3 години — для здобувачів-громадян іноземних держав. Кількість тестових питань — 150. Критерій складання — 64,0 % правильних відповідей. У разі неуспішного складання мають можливість скласти іспит повторно впродовж року.

#### Об'єктивний структурований практичний (клінічний) іспит
ОСП(К)І перевіряє практичні навички студента, здобуті під час навчання (уміння проводити медичні маніпуляції та спілкуватися з пацієнтами) та психологічну готовність майбутнього лікаря допомагати людям, застосовуючи отримані теоретичні знання. Іспит відбувається у форматі квесту, під час якого буде необхідно пройти кілька точок — станцій, де моделюватимуться різноманітні ситуації. Студенти послідовно переходитимуть від станції до станції, виконуючи маніпуляції та взаємодіючи з реальними або стандартизованими пацієнтами. Такий іспит буде проводиться безпосередньо закладами вищої освіти згідно з положеннями, прийнятими цими ЗВО. Студенти спеціальності 221 «Стоматологія» складають ОСП(К)І на 5 курсі, а спеціальності 222 «Медицина» та 228 «Педіатрія» на 6 курсі.

### Крок-М
Крок-М є екзаменом із професійно орієнтованих дисциплін (223 «Медсестринство», 224 «Технології медичної діагностики та лікування», 227 «Фізична терапія, ерготерапія»), які за змістом відповідають освітньо-професійній програмі підготовки молодших бакалаврів. Крок М є частиною Єдиного державного кваліфікаційного іспиту і складається на випускному курсі.
Екзаменаційний тест складається зі 150 запитань. Тестування триває 2 години 30 хвилин. Тест має 99 варіантів. Критерій складання — 42 % правильних відповідей. Студенти, що не склали іспит, мають право на повторне його складання впродовж року.

### Крок-Б
Крок-Б є екзаменом із професійно орієнтованих дисциплін, які за змістом відповідають освітньо-професійній програмі підготовки бакалавра. «Крок Б» є частиною державної атестації здобувачів і складається на випускному курсі. Існують дві різні версії цього екзамену: «Крок Б. Сестринська справа» та «Крок Б. Лабораторна діагностика».
Екзаменаційний тест складається зі 150 запитань. Тестування триває 2 години 30 хвилин. Тест має 99 варіантів. Критерій складання — 58 % правильних відповідей. Студенти, що не склали іспит, мають право на повторне його складання впродовж року.

### Крок-3
Крок-3 є стандартизованою формою контролю набуття лікарем (фармацевтом/провізором)-інтерном компетентностей, визначених програмою навчання в інтернатурі, та оцінювання таких компетентностей. У 2023 році, відповідно до переліку спеціальностей та тривалості підготовки в інтернатурі, затверджених наказом Міністерства охорони здоров'я України, ДНП «Центр тестування» було здійснено апробаційне проведення інтегрованих іспитів «Крок 3» для лікарів (фармацевтів/провізорів)-інтернів спеціальностей «Епідеміологія», «Лабораторна діагностика, вірусологія, мікробіологія», «Медична психологія», «Радіологія», «Патологічна анатомія», «Стоматологія» та «Фармація», а у 2024 році — відповідно до наказу Міністерства охорони здоров'я України, ДНП «Центр тестування» буде здійснено апробаційне проведення інтегрованих іспитів «Крок 3» для лікарів-інтернів спеціальностей «Медицина невідкладних станів», «Офтальмологія», «Психіатрія», «Внутрішні хвороби», «Дерматовенерологія», «Загальна практика-сімейна медицина», «Інфекційні хвороби», «Неврологія», «Ортопедія і травматологія», «Отоларингологія», «Фізична та реабілітаційна медицина», «Педіатрія».
Екзаменаційний тест складається зі 150 запитань. Тестування триває 150 хвилин. Тест має 99 варіантів. Критерій складання — 74 % правильних відповідей. Інтерни, що не склали цей екзамен, не отримують сертифікат спеціаліста, проте мають право повторно скласти іспит впродовж року.